# Comunhão: Para Aqueles que Te Amam
Comunhão é o sétimo álbum do cantor Kleber Lucas, lançado em novembro de 2007 pela MK Music. 
O álbum foi produzido por Rafael Vernet e levou cerca de 2 anos para ser produzido. Destacam-se as músicas "Quatro Estações", "Mulher de Ló" e "Abençoada". Em 2008, o álbum ganhou o certificado de disco de ouro, pela vendagem de 40 mil cópias.
O álbum conquistou avaliações favoráveis da crítica e foi eleito o 50º melhor disco da década de 2000, de acordo com lista publicada pelo Super Gospel.

## Faixas
1. Proclamação 0:57
2. Quatro Estações 3:52
3. Fome e Sede 4:35
4. Nova Unção 4:00
5. Banquete da Salvação 2:55
6. Mulher de Ló 3:10
7. Alvorada de Amor 3:57
8. Comunhão 3:32
9. Deus Pai 3:03
10. Frutificar 3:35
11. Deixa a Luz Brilhar 3:33
12. Em Tua Presença 4:11
13. Abençoada 3:12

## Clipes
| Música          | Lançamento          |
| --------------- | ------------------- |
| Quatro Estações | 15 de abril de 2009 |